# Canto da Alvorada
GRES Canto de Alvorada é uma escola de samba de Belo Horizonte, Minas Gerais.

## História
A escola surgiu a partir da ideia de um grupo de carnavalescos de Belo Horizonte de criar uma escola de samba aos moldes das escolas cariocas, em 1979.
Diversas vezes campeã, venceu os carnavais de 1980, 1981, 1982, 1985, 1987, 1988, 1990, 2004, 2005, 2006, 2007, 2011, 2012, 2013, 2016, 2018 e 2020.
Em 2017, não desfilou devido ao valor baixo da subvenção.

## Segmentos

### 1- Presidente
| Nome                              | Mandato    | Ref.  |
| --------------------------------- | ---------- | ----- |
| NIlson Guilherme Godinho Ferreira | Atualidade | [ 2 ] |

## Carnavais
| Ano  | Colocação        | Grupo | Enredo                                                                                       | Dir. Carnaval | Intérprete                     | Ref   |
| ---- | ---------------- | ----- | -------------------------------------------------------------------------------------------- | ------------- | ------------------------------ | ----- |
| 2010 | 4º lugar         | A     | Pintando o 7                                                                                 |               |                                |       |
| 2011 | Campeã           | A     | Humanus – Quem Somos? De Onde Viemos? Para Onde Vamos.                                       | Maria Elisa   | Ricardo Barrão                 |       |
| 2012 | Campeã           | A     | Cheiro de mato é terra molhada                                                               | Maria Elisa   | Ricardo Barrão                 | [ 3 ] |
| 2013 | Campeã           | A     | Pelos Caminhos de Minas – Yara Tupynambá                                                     | Maria Elisa   | Ricardo Barrão                 | [ 4 ] |
| 2014 | Vice-campeã      | A     | Quem ama preserva, luta pela vida, faz o verde acontecer                                     | Maria Elisa   | Ricardo Barrão                 | [ 5 ] |
| 2015 | 3º lugar         | A     | Os 300 anos do Pays do Pitanguy                                                              | Maria Elisa   | Ricardo Barrão                 | [ 6 ] |
| 2016 | Campeã           | A     | Tizumba ê                                                                                    | Maria Elisa   | Sergio Pererê e Ricardo Barrão | [ 7 ] |
| 2017 | NÃO DESFILOU     | A     | Em protesto pela melhoria da subvenção a Agremiação não desfilou                             |               |                                |       |
| 2018 | Campeã           | A     | Grupo Aruanda - Embaixador da Cultura Brasileira                                             | Maria Elisa   | Serginho BH                    |       |
| 2019 | Vice-Campeã      | A     | Um Ser Criança Na Alvorada de Um Novo Mundo                                                  | Maria Elisa   | Serginho BH                    |       |
| 2020 | Campeã           | A     | Memórias de Um Estilista Coração de Galinha                                                  | Maria Elisa   | Nonato                         |       |
| 2021 | Não Teve Desfile |       | PANDEMIA COVID-19                                                                            |               |                                |       |
| 2022 | Naõ Teve Desfile |       | PADEMIA COVID-19                                                                             |               |                                |       |
| 2023 | 3º Lugar         | A     | A Saga da Cultura nos 50 Anos de História. Dessa Casa Que é do Povo Sempre Regada de Memória | Maria Elisa   | Nonato                         |       |
| 2024 | 2º Lugar         | A     | Nossa Alma Barroca Emana Sob o Olhar da Caravana                                             | Maria Elisa   | Wantuir                        |       |

## Títulos
- Campeã: 1980, 1981, 1982, 1985, 1987, 1988, 1990, 2004, 2005, 2006, 2007, 2011, 2012, 2013, 2016, 2018, 2020.